# Charles Seymour Wright

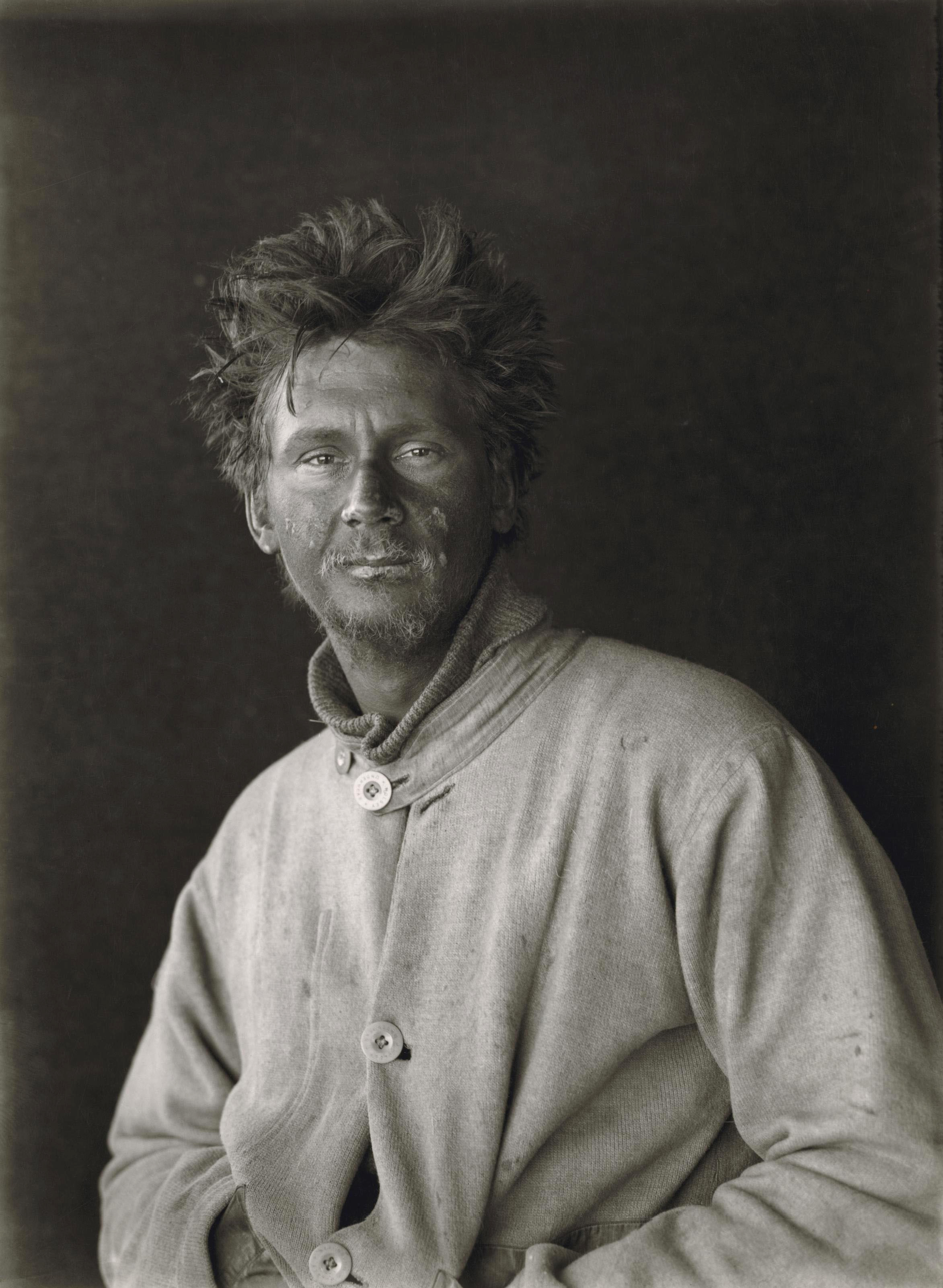
C. S. Wright im Januar 1912, fotografiert von Herbert Ponting

Sir Charles Seymour Wright, KCB, OBE, MC (* 7. April 1887 in Toronto; † 1. November 1975 in Saltspring Island, British Columbia, beides Kanada), Spitzname "Silas" Wright nach dem Schriftsteller Silas K. Hocking, war ein kanadischer Physiker und Mitglied der Terra-Nova-Expedition 1910–1913 von Robert Falcon Scott.

## Leben
Wright wurde 1887 in Toronto im Bezirk Old Toronto, North End im Stadtteil Rosedale als Sohn eines Versicherungsleiters geboren. Er besuchte das Upper Canada College, wo er auch Head Boy (vergleichbar dem Schulsprecher) wurde und sich besonders im Sport hervortat. Als Jugendlicher unternahm er Erkundungsreisen mit dem Kanu in den unkartierten Norden Kanadas. Er studierte Physik an der University of Toronto und gewann ein Stipendium für ein Postgraduiertenstudium am Gonville and Caius College in Cambridge, wo er 1908–1910 Forschungen zu kosmischer Strahlung am Cavendish Laboratory unternahm. Dort traf er Douglas Mawson, der kurz zuvor von Shackletons Britischer Antarktis-Expedition 1907–1909, der Nimrod-Expedition, zurückgekehrt war. Er erfuhr von der geplanten Expedition Scotts zum Südpol und bewarb sich um eine Teilnahme, wurde aber zunächst abgelehnt. Davon nicht abgeschreckt wanderte er von Cambridge nach London, um sich persönlich vorzustellen. Diesmal akzeptierte Scott die Bewerbung und Wright wurde als Glaziologe und Assistenz-Physiker angestellt.
Während der Expedition führte Wright zahlreiche Experimente zur Eisformierung und zur Strahlung an der Oberfläche durch und assistierte dem Meteorologen George Clarke Simpson. Von Januar 1911 bis Mitte März 1911 war er mit dem Geologen Frank Debenham und dem Petty Officer Edgar Evans Teil der vierköpfigen Western Party unter Leitung von Thomas Griffith Taylor, die das Küstengebiet westlich des McMurdo-Sunds in einer Region zwischen den McMurdo-Trockentälern und dem Koettlitz-Gletscher erforschte und kartierte.
Wright war Mitglied der Southern Party, die im November 1911 vom Basiscamp an Cape Evans aufbrach. Wright machte sich Hoffnungen zur Polgruppe dazuzugehören. Jedoch wurde er am 22. Dezember, kurz nach der Anlage des Upper Glacier Depot, zusammen mit dem Navy-Arzt Edward Atkinson, dem Zoologen Apsley Cherry-Garrard und dem Bootsmann Patrick Keohane als zweite Unterstützungsgruppe bei 85° 15' zurückgeschickt. Die nächsten fünf Wochen half er der Gruppe bei der Navigation auf dem mehr als 900 km langen Rückweg nach Cape Evans. Dort wartete die Gruppe auf Scotts Rückkehr, die aber niemals stattfand. Am 12. November 1912 war es Wright als Mitglied der 11-köpfigen Suchgruppe unter der Leitung von Atkinson, der als erster das Zelt mit den Leichen von Scott, Edward Wilson und Henry Bowers sichtete. 
Nach seiner Rückkehr nach England heiratete Wright die Schwester von Raymond Priestley, einem weiteren Expeditionsteilnehmer. Er hielt Vorlesungen in Kartographie und Vermesserung und publizierte seine wissenschaftlichen Arbeiten.
Mit Ausbruch des Ersten Weltkriegs trat er als Second Lieutenant den Royal Engineers bei und diente in Frankreich. Während seiner militärischen Karriere im Weltkrieg trug er zur Entwicklung von drahtloser Kommunikation in den Schützengräben bei und erhielt das Military Cross und den Order of the British Empire (OBE). 1919 trat er dem Admiralty Research Department bei. Bis 1929 wurde er Superintendent (Offiziersrang ohne Offizierspatent) und war von 1934 bis 1936 Director of Scientific research bei der Admiralität. Im Zweiten Weltkrieg war er in die Frühphase der Entwicklung des alliierten Radarsystems eingebunden und entwickelte Geräte zum Aufspüren von magnetischen Minen und Torpedos. Für seinen Beitrag wurde er Anfang 1946 in den Ritterstand erhoben. 1947 war Wright Präsident des Antarctic Club.
Bei der Gründung des Royal Naval Scientific Service 1946 wurde er zum ersten Chief of the service ernannt. Danach ging er als wissenschaftlicher Berater des Admirals der British Joint Services Mission nach Washington, D.C. 1951 wurde er Direktor des Marine Physical Laboratory der Scripps Institution of Oceanography in La Jolla. 1955 wurde er Mitglied des Defence Research Boards des Pacific Naval Laboratory in Kanada und 1967 des Institute of Earth Sciences an der University of British Columbia und dem Royal Roads Military College in Victoria, der Hauptstadt von British Columbia.
Zweimal, 1960 und 1965, kehrte Wright in die Antarktis zurück. 1969 ging Wright in Ruhestand nach Saltspring Island in British Columbia, wo er bis zu seinem Tod im Alter von 88 Jahren lebte. 
In der Antarktis tragen mehrere geografische Objekte seinen Namen. Dies sind im Einzelnen die Wright Bay, der Obere und Untere Wright-Gletscher sowie das Wright Valley und Mount Wright.